# 局所生体染色法
局所生体染色法（きょくしょせいたいせんしょくほう）は生体を色素で着色すること（局所生体染色）で発生過程を調べる手法のことである。

## 手順
ナイルブルー（ナイル青）やニュートラルレッド（Neutral red、中性赤）といった生体に無害な色素を用意する。その色素を寒天片に染み込ませる。パラフィン紙の上に染色したい生体を載せ、染色したい部位に寒天を押し付け、スズ泊で覆う。染色ができたら、生体を定期的に観察し、染色した部位の動きを観察する。

## 原基分布図
正常な組織の発生や器官形成において、組織や器官に発生する前の細胞群を原基と呼ぶ。ドイツのヴァルタ―・フォークトは、イモリの胞胚の各領域が将来どの原基に分化するかを調べるため、局所生体染色法を開発した。フォークトは胞胚の原口を通る線に沿って染色するものと、分散して染色するものを作成し、発生の様子を探った。そして1929年、胚が将来形成する原基の位置を示した原基分布図（予定運命図）を作成した。

局所生体染色法の図。
イモリの原基分布図。フォークトの原基分布図を参考に中村治が一部修正を加えたものである。